# اسپووکن کریک (مونتانا)
اسپووکن کریک (به انگلیسی: Spokane Creek) شهری در ایالت مونتانا کشور ایالات متحده آمریکا است که جمعیت آن در سرشماری سال ۲۰۱۰ میلادی، ۳۵۵ نفر بوده‌است.